# Rm9sbG93ZXJz
«Rm9sbG93ZXJz» — седьмой эпизод одиннадцатого сезона американского научно-фантастического телесериала «Секретные материалы», премьера которого состоялась 28 февраля 2018 года. Режиссёром выступил Глен Морган, а сценаристами — Шеннон Хамблин и Кристен Клоук.
Серия посвящена опасности, связанной с искусственным интеллектом и современными технологиями, которыми он может управлять.
Название эпизода закодировано по стандарту base64. При декодировании получается слово Followers, которое может обозначать как взыскателей долгов, так и фолловеров — подписчиков на чей-либо аккаунт в социальной сети.
Один из двух эпизодов сезона, который понравился Крису Картеру, вторым был «Потерянное искусство пота на лбу». По мнению обозревателей, один из «ударных эпизодов», которых в сезоне было немного. Другие сравнивали его с популярным британским сериалом «Чёрное зеркало».
Теглайн сериала The Truth Is Out There также закодирован и представлен в виде VGhlIFRydXRoIGlzIE91dCBUaGVyZQ=.

## Сюжет
Малдер и Скалли ужинают в полностью автоматизированном суши-баре. Малдер делает заказ и получает неразделанную тушку «рыбы-капли». Он пытается вернуть свое блюдо на кухню, но оказывается, что повара — машины. Он оплачивает своё блюдо, но отказывается дать чаевые, после чего его кредитку физически блокирует автомат. Пытаясь вернуть карточку, Малдер ударяет по компьютеру, и двери ресторана внезапно блокируются. Агенты покидают здание, вскрыв замок. Скалли подбирает беспилотное такси, компьютер которого ведёт себя ненормально, превышая допустимую скорость, но всё же привозит её домой. Малдер едет домой на своём автомобиле, однако навигатор приводит его обратно к суши-ресторану. На его телефон приходит оповещение о том, что ещё не поздно оставить чаевые. Он добирается до дома, используя бумажную карту.
Дома каждый из агентов сталкивается с рядом проблем, связанных с компьютерами. Скалли, получив новую покупку в виде робота-пылесоса, никак не может отключить сигнализацию, и её штрафуют. Малдер не в состоянии дозвониться до банка. Затем за Малдером начинает следить дрон из-за окна, выводя изображение с камеры на его телевизор. Скалли же, намучившись с назойливым пылесосом, без конца получает предложения о покупке тех или иных товаров и услуг. Малдер сбивает надоедливый дрон бейсбольной битой, но за ним прилетают ещё три и забирают поломанный аппарат. После чего Малдер обнаруживает десятки маленьких дронов у себя дома и спасается бегством. Компьютерные системы в доме Скалли сходят с ума, что приводит ко взрыву газа.
Оповещения о возможности оставить чаевые продолжают поступать на телефон Малдера, который добирается до дома Скалли как раз к моменту взрыва. Агенты уезжают, однако понимают, что за их передвижениями всё время наблюдают. Они решают выбросить все возможные источники сигнала (мобильные телефоны и прочую электронику) и прячутся в здании фабрики, где их продолжают преследовать роботы. Агенты запираются в кабинете, где неожиданно включившийся автомат обстреливает их. Кабинет штурмует большой робот, неожиданно возвращающий телефон Малдера, на котором появляется финальное предложение оставить чаевые, что Малдер и делает в последнюю секунду, и машины отстают от них. Завтракать агенты идут в обычное кафе, где расплачиваются бумажными купюрами и откладывают телефоны в стороны, держа друг друга за руки.

## Производство

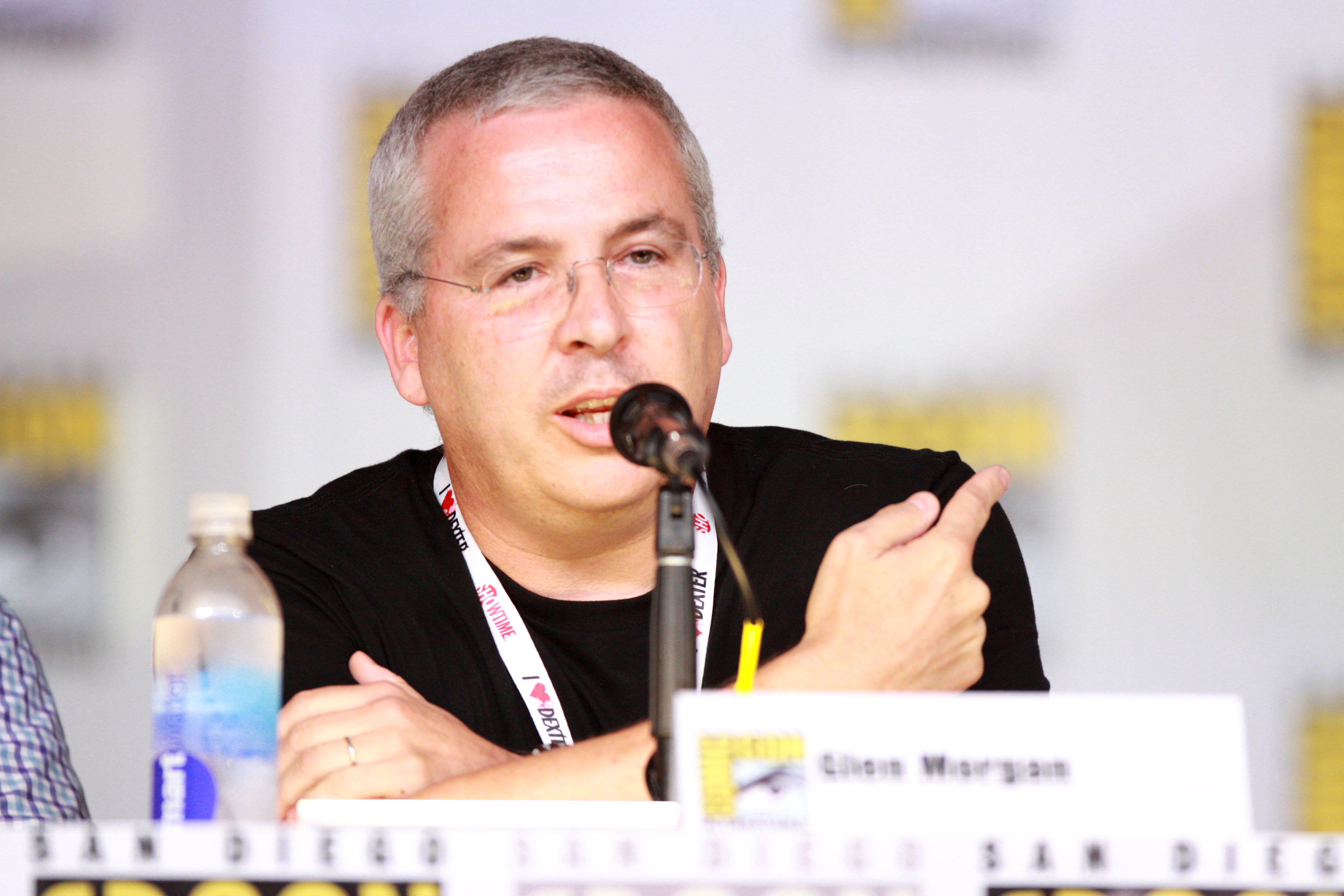
Глен Морган

По словам Глена Моргана, когда его позвал Крис Картер, предлагая рассказать свою историю, он просто собрался и приехал в Ванкувер. Морган вдохновлялся кинофильмами Гонконга. По мнению режиссёра, мораль эпизода в том, что опасность для людей прежде всего представляют сами люди, а не инопланетные захватчики. Морган рассказал, что Джиллиан Андерсон не красит волосы для своей роли, а носит парик. Несмотря на то, что Андерсон и Духовны всегда задавали вопросы о том, как сыграть тот или иной эпизод, он всегда оставался доволен их работой. Он также считает, что несмотря на возраст актёров, химия между ними всё так же сильна.